# Diocesi di Itaguaí
La diocesi di Itaguaí (in latino: Dioecesis Itaguaiensis) è una sede della Chiesa cattolica in Brasile suffraganea dell'arcidiocesi di Rio de Janeiro. Nel 2021 contava 196.310 battezzati su 510.300 abitanti. È retta dal vescovo Paulo Celso Dias do Nascimento.

## Territorio
La diocesi comprende 5 comuni nella parte sud-orientale dello Stato brasiliano di Rio de Janeiro: Itaguaí, Angra dos Reis, Mangaratiba, Parati e Seropédica.
Sede vescovile è la città di Itaguaí, dove si trova la cattedrale di San Francesco Saverio.
Il territorio si estende su 2.670 km² ed è suddiviso in 21 parrocchie.

## Storia
La diocesi è stata eretta il 14 marzo 1980 con la bolla Gravissimum supremi di papa Giovanni Paolo II, ricavandone il territorio dalle diocesi di Barra do Piraí-Volta Redonda e di Nova Iguaçu.

## Cronotassi dei vescovi
Si omettono i periodi di sede vacante non superiori ai 2 anni o non storicamente accertati.
- Vital João Geraldo Wilderink, O.Carm. † (21 aprile 1980 - 8 luglio 1998 dimesso)
- José Ubiratan Lopes, O.F.M.Cap. (17 novembre 1999 - 19 aprile 2023 ritirato)
- Paulo Celso Dias do Nascimento, dal 19 aprile 2023

## Statistiche
La diocesi nel 2021 su una popolazione di 510.300 persone contava 196.310 battezzati, corrispondenti al 38,5% del totale.
| anno | popolazione | popolazione | popolazione | presbiteri | presbiteri | presbiteri | presbiteri                | diaconi | religiosi | religiosi | parrocchie |
| anno | battezzati  | totale      | %           | numero     | secolari   | regolari   | battezzati per presbitero | diaconi | uomini    | donne     | parrocchie |
| ---- | ----------- | ----------- | ----------- | ---------- | ---------- | ---------- | ------------------------- | ------- | --------- | --------- | ---------- |
| 1979 | ?           | 265.000     | ?           | 16         | 2          | 14         | ?                         |         |           |           | 9          |
| 1990 | 162.000     | 245.000     | 66,1        | 22         | 4          | 18         | 7.363                     |         | 19        | 46        | 14         |
| 1999 | 191.306     | 234.594     | 81,5        | 21         | 5          | 16         | 9.109                     | 1       | 17        | 51        | 15         |
| 2000 | 198.602     | 295.968     | 67,1        | 26         | 7          | 19         | 7.638                     | 1       | 20        | 40        | 15         |
| 2001 | 217.000     | 324.152     | 66,9        | 24         | 8          | 16         | 9.041                     | 1       | 17        | 29        | 16         |
| 2002 | 240.000     | 358.000     | 67,0        | 26         | 10         | 16         | 9.230                     | 1       | 17        | 29        | 16         |
| 2003 | 240.000     | 358.000     | 67,0        | 24         | 7          | 17         | 10.000                    | 1       | 18        | 29        | 16         |
| 2004 | 240.000     | 358.000     | 67,0        | 24         | 7          | 17         | 10.000                    | 1       | 18        | 32        | 16         |
| 2006 | 245.000     | 366.000     | 66,9        | 22         | 10         | 12         | 11.136                    |         | 14        | 12        | 18         |
| 2013 | 267.000     | 401.000     | 66,6        | 24         | 18         | 6          | 11.125                    | 7       | 7         | 4         | 19         |
| 2016 | 273.000     | 410.000     | 66,6        | 26         | 20         | 6          | 10.500                    | 14      | 8         | 4         | 19         |
| 2019 | 279.600     | 442.400     | 63,2        | 18         | 14         | 4          | 15.533                    | 14      | 9         |           | 21         |
| 2021 | 196.310     | 510.300     | 38,5        | 23         | 19         | 4          | 8.535                     | 13      | 8         |           | 21         |